# Switch On The Light
Switch On The Light (англ. Запаліть світло) — український англомовний рок-гурт, створений у Києві 2008 року. За роки активності було записано близько 10 пісень і наразі гурт завершує запис свого дебютного альбому.

За жанром музику гурту відносять до жанрів альтернативного та інді-року.
У гурті грають: вокаліст — Валентин Бойко, бас-гітарист  — Євген Крутоголов, клавішник — Євген Кобзарук, барабанщик — Ігор Антонов.

## Склад гурту
Валентин Бойко — провідний вокал, гітара.

Євген Кобзарук — бек вокал, клавішні, гітари.

Євген Крутоголов — бас.

Ігор Антонов — барабани.

## Дискографія

### Альбоми
- «Sweet Kim» (2009)
- «S.O.T.L» (demo) — (2011)

### Сингли
The Code (2008)

WHISPERING FALL (2008)

Bells (2008)

Take Care (2009)

Crush (2009)

Love (2011)

Sleep with you (2011)

Brainwash Machine (2011)

### Відеокліпи
- 2008 — «WHISPERING FALL»
- 2009 — «Take Care»
- 2011 — «Sleep With You»
- 2011 — «Brainwash Machine» (Live)
- 2012 — «Love»
- 2013 — «Simple box»